# Kelč
Kelč é uma cidade checa localizada na região de Zlín, distrito de Vsetín.